# Deca-triathlon
Deca-triathlon er en tidobbelt Jernmand, som består af 38 km svømning, 1.800 km cykling og 422 km løb.
Løbsregler:
- Alle discipliner skal udføres successivt, svømmedistancen skal gennemføres før cykeldistancen påbegyndes etc.
- Tiden måles fra det tidspunkt deltageren springer i vandet og indtil løbedistancen er færdiggjort, søvn og hvile indgår i tidsberegningen.
- Den enkelte deltager må have et supporthold på fire personer, som sørger for forplejning, kørsel i ledsagebil etc.

Den danske rekord på distancen blev sat i 2006 og indehaves af Kim Greisen, som gennemførte distancen på 8 dage, 16 timer og 27 minutter.
For nuværende, 2008, er verdens længste organiserede triathlon en dobbelt deca-triathlon med 76 km svømning, 3.600 km cykling og 844 km løb.
Den hidtil hurtigste på denne distance er Vidmantas Urbonas fra Litauen. Han gennemførte distancen på 18 dage, 5 timer, 21 minutter og 40 sekunder i 1998 i Monterey, Mexico.